# Andrzej Słowakiewicz
Andrzej Słowakiewicz (ur. 22 stycznia 1951 w Nowym Targu) – polski hokeista, olimpijczyk, trener.

## Życiorys
Grał na pozycji obrońcy. Był zawodnikiem Podhala Nowy Targ od 1969 do 1982 (z roczną przerwą na służbę wojskową, kiedy reprezentował Legię Warszawa). Zdobył z Podhalem siedem tytułów mistrza Polski (1973–1979) oraz trzy wicemistrza (1980–1982). Rozegrał w 1 lidze 476 meczów ligowych zdobywając 91 bramek. Od 1982 do 1986 występował w klubach niemieckich.
W trakcie sezonu 1971/1972 decyzją klubu WKS Legia, podtrzymaną przez PZHL 15 stycznia 1972, został dyscyplinarnie zawieszony jako zawodnik za czyny niegodne sportowca oraz również zawieszony w prawa członka kadry olimpijskiej na turniej podczas ZIO 1972 (prócz niego także Mieczysław Jaskierski, Bogdan Migacz, Czesław Ruchała).
W reprezentacji Polski rozegrał w latach 1969–1979 120 meczów strzelając 6 goli. Wystąpił na Igrzyskach Olimpijskich w 1976 w Innsbrucku, gdzie drużyna polska zajęła 6. miejsce. Osiem razy brał udział w mistrzostwach świata: w Sztokholmie 1970 (grupa A - 6. miejsce); w Bernie 1971 (grupa B - 2. miejsce); w Moskwie 1973 (grupa A - 5. miejsce); w Helsinkach 1975 (grupa A - 5. miejsce); w RFN 1975 (grupa A - 5. miejsce); w Tokio 1977 (grupa B - 2. miejsce); w Moskwie 1978 (grupa B - 1. miejsce; wybrany do składu gwiazd turnieju) i w Moskwie 1979 (grupa A - 8. miejsce)
W reprezentacji grał w obronie ze Stanisławem Fryźlewiczem, Andrzejem Iskrzyckim i Henrykiem Janiszewskim.
Był trenerem drużyn Podhala Nowy Targ, KH Sanok (sezon 2007/08), Stoczniowca Gdańsk (sezon 2009/10).
Współpracował także przy reprezentacji Polski. W latach 2004–2005 był asystentem selekcjonera Andreja Sidorenki. 23 marca 2010 został asystentem selekcjonera reprezentacji Polski, Wiktora Pysza.
W trakcie kariery określany pseudonimem Mąka.
26 lipca 2023 ogłoszono, że został członkiem rady nadzorczej Podhale Nowy Targ S.A..